# Мальмё (стадион)
Мальмё (швед. Malmö) — стадион в Мальмё, Швеция. В настоящее время используется в основном для проведения футбольных матчей, с участием местной команды «Мальмё». Стадион был построен в 1958 году и вмещает 26 500 человек. Стадион проектировал тот же архитектор, что и стадион «Уллеви» в Гётеборге. Оба стадиона были построены в 50-х годах для Кубка мира по футболу 1958 года. До 2009 года был домашним стадионом клуба «Мальмё», в 2009 году на смену старой арене пришёл новый стадион «Сведбанк», вместимостью 24 000 зрителей.
Рекорд посещаемости был зарегистрирован во время проведения Кубка мира по футболу 1958 года, когда на матч в группе 1 между сборными Аргентины и ФРГ пришло 32 000 зрителей. На том чемпионате Мальмё принял 3 матча в группе 1: Аргентина—ФРГ, ФРГ—Северная Ирландия и Северная Ирландия—Чехословакия, а также один четвертьфинал: ФРГ—Югославия.
На чемпионате Европы 1992 в Мальмё проходили 3 матча группы 1: Дания—Англия, Франция—Англия и Франция—Дания.